# 光隔离探头
光隔离探头，英文名Optical-fiber Isolated Probe，是示波器的一种测量探头。

在测试测量领域，测试探头前端所获取的信号一般经过电缆传输至后端的测试设备，这种经过电缆传输的方式，存在如下缺点：
1.不绝缘，在高压场合没有安全性，测试点与测试设备之间不能相互电气隔离；
2.线缆存在寄生电容、电感、电阻等特性，带宽受到限制；
3.难以同时满足高压、低压、高带宽及信号完整性指标；
4.对高压高频共模干扰抑制能力较差。
光隔离探头则没有上述缺点。

光隔离探头能将探头前端的高带宽电信号（一般是DC-1GHz）转换成激光，然后经过光纤传输至后端，在后端再将激光转换为电信号，通过电—光—电的转换，从而实现信号输入和输出完全电气隔离。这种转换不同于通信领域的宽带光纤，因为通信领域的光纤传输是允许有误码发生的，当出现误码异常，还可以经过校验发现，再次重新传输。测试测量领域中，信号传输有众多的指标约束，例如信号完整性约束，幅度精度约束，带宽约束，延迟约束等等，这些约束要求极端苛刻，需要克服很多的技术障碍。

光隔离探头主要应用于新能源及功率半导体领域，例如逆变器、开关电源、电机驱动、 IGBT半 /全桥电路、第三代半导体氮化镓（ GaN）及碳化硅（ SiC）器件及所组成的电路测试，也可用于高压浮地测试场合，实现电气安全隔离。

## 特点
光隔离探头具有极高的共模抑制比和隔离电压。在低频直流附近，CMRR高达-160dB，在1GHz附近，CMRR仍然高达-100dB左右。由于完全电气隔离，其隔离电压（也就是共模电压）完全取决于测试环境的绝缘性能，探头自身可达60kV以上。
不同于高压差分探头只可以测试高压信号，光隔离探头测试量程更宽，通过匹配不同的衰减器，在不牺牲信噪比的情况下，完成从低压到高压差模信号的测试，可以实现满量程输出。
光隔离探头测试引线短，其探头输入电容很小且没有天线效应，所以测试氮化镓（GaN）不会炸管，十分安全。

## 工作原理
光隔离探头将探头前端（电-光转换器）的电信号转换成激光后，经过光纤传输至后端，在后端（光-电还原器）再将激光转换为电信号。通过电—光—电的转换，从而实现信号输入和输出完全电气隔离。
光隔离探头在技术上除了解决信号传输问题，还要解决探头前端（电-光转换器）的供电问题。由于探头前端与后端之间只有光纤连接，没有任何导体，所有探头前端电路的供电只有两个途径：一种是电池供电方案，另一种是激光供电方案。电池供电方案的优点是成本低，但是用户使用时不太方便，需要每天给电池充电，忘记充电的情况下影响使用；激光供电方案的原理是，在探头后端发射一束高能激光，激光通过光纤传输至探头前端，探头前端将激光转化为电能为电路提供电源。激光供电方案对于使用者来说完全是无感的，不加研究和留意，使用者一般不知道还有供电这回事，所以优点十分显著，缺点就是成本较高。

## 重要指标及性能
1.共模抑制比（CMRR）：高压差分探头的共模抑制比（Common Mode Rejection Ration,CMRR）是一项重要参数，反映差分探头抑制共模信号的能力，CMRR绝对值越高，测量结果受到的共模电压影响越小。高压差分探头在低频时具有较高的CMRR，随着频率的升高CMRR迅速降低。以一款常规高压探头为例，其CMRR在DC、100KHz、3.2MHz、100MHz下分别为-80dB、-60dB、-30dB、-26dB。高频下CMRR偏低就会导致测量结果的错误，为了解决这一问题，就需要使用高频下依然具有高CMRR的电压探头。基于光纤电气隔离的原理，光隔离探头在DC至1MHz的低频段天生具有极高的共模抑制能力，但这并不代表光隔离探头在全频带具有优异的共模抑制比，光隔离探头要侧重关注中高频的共模抑制参数，因为中高频段的共模抑制能力和光电隔离没有太大的关系，完全依赖优良的硬件设计才可达到理想的共模抑制指标，性能优异的光隔离探头，在200MHz时CMMR高达105dB以上，在1GHz时CMMR仍然在100dB附近。
2.共模电压：大于60kV以上。光隔离探头的共模电压其实不算一个重要指标，基于光纤电气隔离的原理，只要通过光纤传输信号，可以在两个不共地的电路之间实现很高的共模电压，这时测试环境的绝缘物反而是决定因素。
3.差模电压：高压差分探头所能测量的差模电压一般是固定的，而光隔离探头可以根据差模电压大小更换不同的衰减器，所以在几千伏以内，光隔离探头可以将输出幅度尽可能最大化，从而提高信噪比。
4.带宽：宽禁带半导体电路测试是光隔离探头的主要用途之一，针对碳化硅（SiC）测试，最佳带宽需要在350MHz以上，针对氮化镓(GaN)测试，最佳带宽需要在500MHz以上，所以光隔离探头带宽必须大于200MHz才有更多的现实测量意义。例如如下两个品牌的探头，都具有DC-1GHz的带宽。

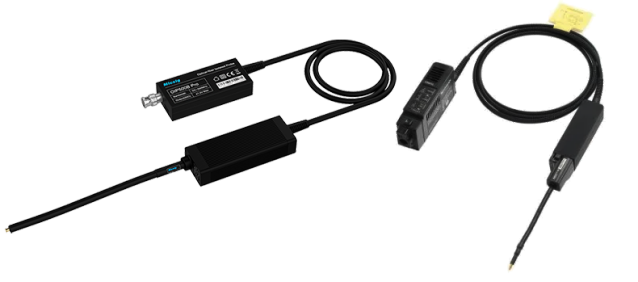
Micsig光隔离探头和Tektronix光隔离探头

下面的幅频特性指标就说明了为什么要尽可能选用更高的带宽。
5.幅频特性：光隔离探头必须具有极佳的幅频特性才有现实的测量意义。这个描述可能有点抽象，下面以一个标称带宽为500MHz光隔离探头的幅频特性曲线为例，曲线看出在300MHz以下时探头具有1.5%的测量精度，在300MHz以上时，探头输出幅度逐步衰减，在500MHz时衰减不到-3dB。这条曲线十分光滑，300MHz以下近似水平直线，可确保测试精度，300MHz以上单调下降，可用于测试参考。假如探头的幅频特性曲线在中高频带（大于10MHz）上下起伏，说明10MHz以上完全没有测试精度可言，现实中这种探头不在少数。

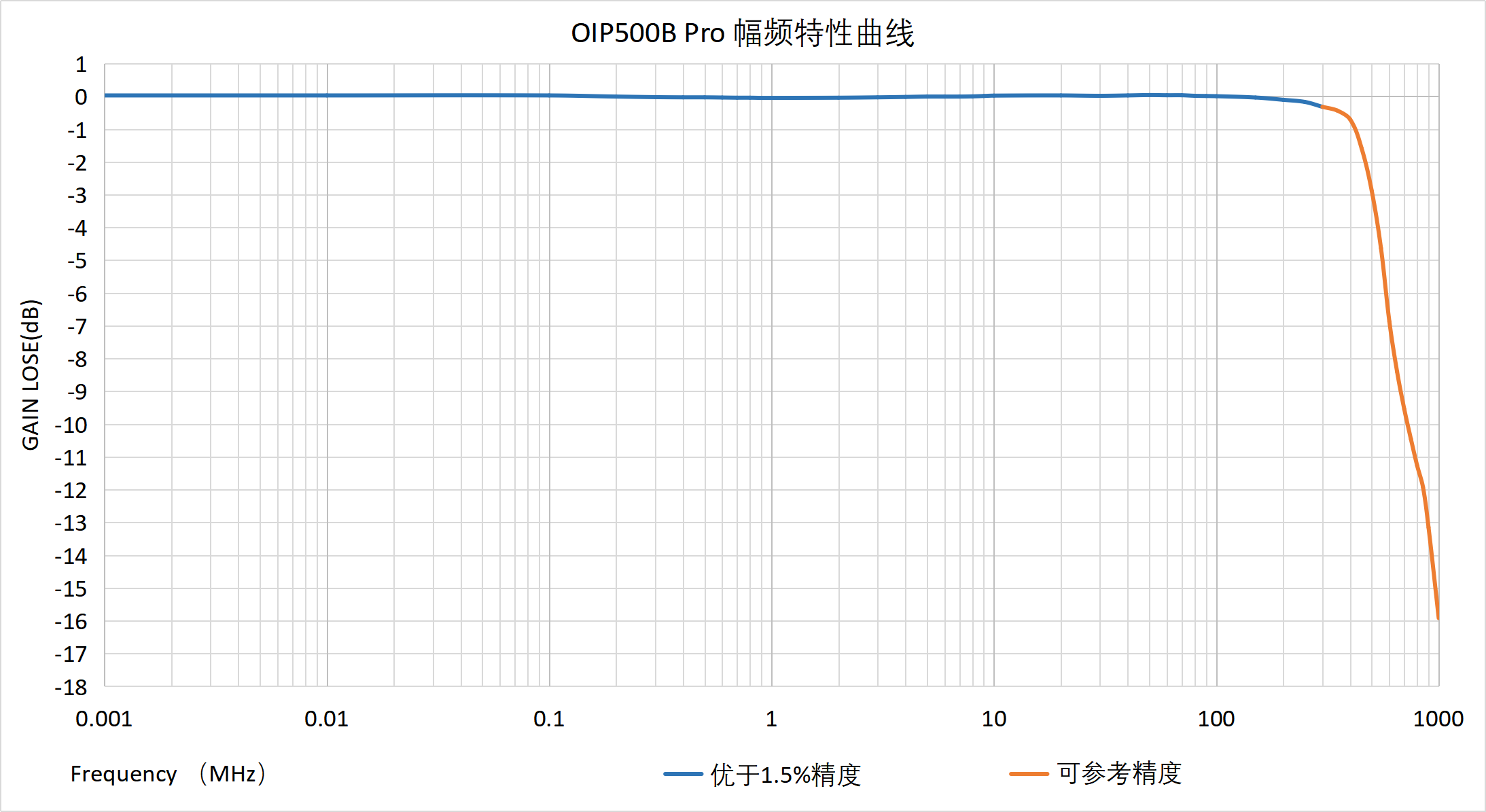
光隔离探头幅频特性曲线

6.测试精度：光隔离探头用途的特殊性，说明需要经常用于准确的测量。例如在分析碳化硅或者氮化镓控制信号幅度时，往往需要准确的电压结果，因为电压的偏差可能会导致参数突破极限而损坏器件。再例如计算功率器件的损耗，都需要有准确的测试结果，上述幅频特性曲线中，如果曲线波动1dB,代表测试误差达到了12%，这个量级的误差计算出的损耗就没有什么意义。所以光隔离探头的精度要越高越好，这个精度不仅仅指一般宣称的DC精度，是探头可保证测试精度的最大带宽，因为DC要做到小于3%的精度是很容易的。
7.温度特性：激光器件的温度特性一般较差。所以光隔离探头的温度特性一定程度上代表了制造商的技术能力，如果温度特性不稳定，光隔离探头在每次校准以后的直流零点会持续缓慢漂移，测试误差会越来越大。光隔离探头的最高水平，可将24小时零点漂移控制在100μV以内。
8.光纤抗扰动：激光通过光纤传输时，光纤的形变可能引起激光传输特性的改变，从而导致探头输出信号的波动。现实应用中光纤这种变形不可避免，因此光纤抗扰动也是光隔离探头需要解决的技术难点之一。只有手持光纤轻轻摆动，探头输出信号不随光纤摆动而波动的情况下，光隔离探头在使用时才不会受意外干扰。
9.衰减器：衰减器是光隔离探头重要组成部分，不同的衰减器可以适配不同的信号幅度。衰减器的输入电容必须尽可能的小，才不会对被测信号带来影响。一般情况下，衰减器的输入电容应当小于5pF。